# Піорія-Гайтс (Іллінойс)
Піорія-Гайтс (англ. Peoria Heights) — селище (англ. village) в США, в окрузі Піорія штату Іллінойс. Населення — 5908 осіб (2020).

## Географія
Піорія-Гайтс розташована за координатами 40°46′42″ пн. ш. 89°32′22″ зх. д. / 40.77833° пн. ш. 89.53944° зх. д. (40.778449, -89.539567). За даними Бюро перепису населення США в 2010 році селище мало площу 18,06 км², з яких 6,87 км² — суходіл та 11,19 км² — водойми. В 2017 році площа становила 7,46 км², з яких 6,50 км² — суходіл та 0,95 км² — водойми.

## Демографія
Згідно з переписом 2010 року, у селищі мешкало 6156 осіб у 2860 домогосподарствах у складі 1482 родин. Густота населення становила 341 особа/км². Було 3093 помешкання (171/км²).
Расовий склад населення:
| - 89,0 % — білих - 5,8 % — чорних або афроамериканців - 1,0 % — азіатів - 0,4 % — корінних американців - 0,1 % — вихідців з тихоокеанських островів |

До двох чи більше рас належало 3,0 %. Частка іспаномовних становила 2,9 % від усіх жителів.
За віковим діапазоном населення розподілялося таким чином: 19,4 % — особи молодші 18 років, 66,1 % — особи у віці 18—64 років, 14,5 % — особи у віці 65 років та старші. Медіана віку мешканця становила 38,3 року. На 100 осіб жіночої статі у селищі припадало 94,9 чоловіків; на 100 жінок у віці від 18 років та старших — 92,5 чоловіків також старших 18 років.
Середній дохід на одне домашнє господарство становив 59 527 доларів США (медіана — 47 188), а середній дохід на одну сім'ю — 76 949 доларів (медіана — 62 727). Медіана доходів становила 45 513 долари для чоловіків та 31 429 доларів для жінок. За межею бідності перебувало 11,0 % осіб, у тому числі 12,8 % дітей у віці до 18 років та 3,8 % осіб у віці 65 років та старших.
Цивільне працевлаштоване населення становило 3280 осіб. Основні галузі зайнятості: освіта, охорона здоров'я та соціальна допомога — 19,3 %, роздрібна торгівля — 18,5 %, виробництво — 15,6 %.